# Mojave Pipeline
Mojave Pipeline — трубопровід на півдні штату Каліфорнія, споруджений для поставок природного газу від кордону з Аризоною до району долини Сан-Хоакін.
На початку 1990-х років для впровадження на родовищах в долині Сан-Хоакін сучасних методів підвищення нафтовилучення знадобилось подати сюди великі обсяги природного газу. Це було здійснено прокладанням систем з північного сходу (від газового хабу Опал у Вайомінгу — Kern River Gas Transmission) та зі сходу. В останньому випадку спорудили трубопровід Mojave Pipeline, який став продовженням розгалуженої  газотранспортної мережі El Paso Natural Gas, що могла постачати продукцію басейнів Перміан, Анадарко та Сан-Хуан (штати Техас, Нью-Мексико та інші). Крім того, Mojave Pipeline сполучений з трубопроводом Transwestern, який дублює функції El Paso Natural Gas.
Газопровід  Mojave, введений в дію у 1992 році, має загальну довжину 362 милі. Він починається від компресорної станції Topock та тягнеться на 143 милі до Daggett, де зустрічається із Kern River Gas Transmission. Звідси дві системи, сполучені між собою, прямують в одному коридорі до долини Сан-Хоакін. Діаметр труб Mojave Pipeline на ділянці до Dagget становить 750 мм, після — 1050 мм. Робочий тиск становить 8,3 Мпа.